# Karbala

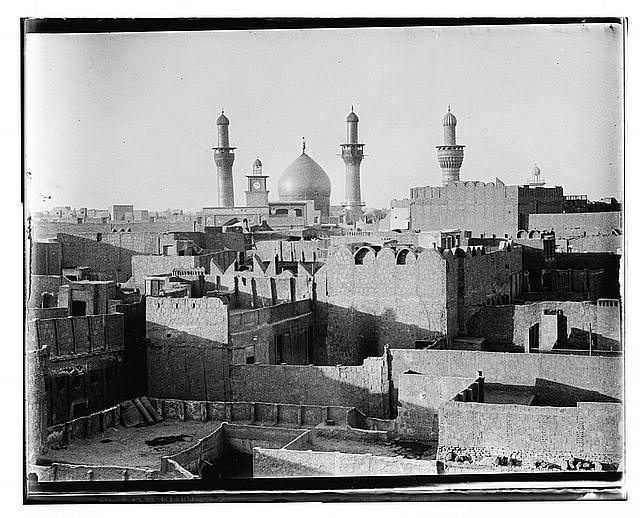
Karbala in 1932

Karbala (Arabisch: كربلاء; ook getranslitereerd als Kerbala of Kerbela) is een stad in Irak, ongeveer 100 km zuidwestelijk van Bagdad.
In 2003 bedroeg de bevolking naar schatting 572.300 personen. Het is de hoofdstad van de provincie Karbala. Sjiitische moslims beschouwen het als een zeer heilige stad.

## Over de stad
De stad is gebouwd op wat vroeger bekendstond als de Vlakte van Karbala, op de plek waar in 680 de Slag bij Karbala plaatsvond. Deze slag, tussen kalief Yazid I en moslims onder leiding van Imam Hoessein, is belangrijk in de religieuze geschiedenis van de sjiieten en voor de stad zelf.
In het centrum van de oude stad staat de Imam Hoesseinmoskee of Meshed al-Hoessein, de graftombe van Imam Hoessein, de kleinzoon van de profeet Mohammed en de zoon van Imam Ali. Hoesseins graf is een plek waar sjiitische pelgrims naartoe gaan, speciaal op de dag van Asjoera. Op deze dag wordt herdacht en gerouwd dat Hoessein gedood werd in de oorlog. Veel oudere pelgrims reizen hierheen om de dood af te wachten, omdat ze geloven dat de tombe een van de poorten naar het paradijs is. Ook bezoeken veel pelgrims al-Makhayam, de locatie van Hoesseins kamp, waar het martelaarschap van Hoessein publiek wordt beleden. De verbintenis van de stad met het sjiitische geloof heeft geresulteerd in meer dan honderd moskeeën en 23 religieuze scholen. De meest beroemde is Ibn Fahid, die eind zestiende eeuw gebouwd is.

### 21e eeuw
Op 15 december en 19 december 2004 ontploften verschillende bommen, dicht bij de Imam Hoesseinmoskee. De bommen waren waarschijnlijk geplaatst door terroristen die de verkiezingen van januari 2005 wilden verstoren. Op 7 mei 2006 kwamen door geëxplodeerde autobommen 21 mensen om het leven.
Op 14 april 2007 kwamen minstens 47 mensen om bij een zelfmoordaanslag in de stad. De zelfmoordterrorist liet zijn explosieven ontploffen bij een vol busstation, in de buurt van een sjiitisch heiligdom, rond 09:15 uur plaatselijke tijd (06:15 uur Nederlandse tijd). De aanslag vond op 200 meter afstand plaats van de Imam Hoesseinmoskee.
Op 28 april 2007 vielen in dezelfde buurt meer dan 60 doden nadat een terrorist zijn auto liet ontploffen in een drukke winkelstraat. De ontploffing vond plaats op een tijdstip dat velen zich verzamelden voor het avondgebed bij de Abbasmoskee en de nabijgelegen Imam Hoesseinmoskee. Na de aanslag keerde de menigte zich tegen de politie, omdat deze hen niet voldoende veiligheid bood.

## Geboren
- Saadoun Hammadi (1930-2007), diplomaat en politicus
- Hussain al-Shahristani (1942), atoomgeleerde en minister
- Jawad al-Assadi (1947), toneelregisseur en dichter

Bagdad · Basra · Erbil · Karbala · Kirkuk · Mosoel · Najaf · Suleimaniya